# Transport Aérien Transrégional
Transport Aérien Transrégional war eine französische regionale Fluggesellschaft mit Hauptsitz auf dem Gelände des Flughafens Tours.

## Geschichte
TAT European Airlines wurde 1968 von Michel Marchais als Lufttaxiunternehmen namens Touraine Air Transport gegründet.
In den frühen 1980er Jahren erwarb TAT die regionalen Rivalen Air Alpes, Air Alsace und Union Aéronautique Regionale. Als Ergebnis dieser Fusionen etablierte sich die Fluggesellschaft als Frankreichs größte regionale Fluggesellschaft sowie als führender regionaler Partner von Air France. Es führte auch zu einem erweiterten Netzwerk, das mit mehr als fünfzig Stützpunkten ganz Frankreich und Europa abdeckt. TAT änderte 1984 ihren offiziellen Namen in Transport Aérien Transrégional, um das Wachstum ihres Liniennetzes wieder zu spiegeln.
Im Laufe der Zeit wurden Air Paris, Air Rouergue, Taxi Avia France und Rousseau Aviation übernommen.
Im Jahre 1989 übernahm Air France 35 % des Kapitals von TAT. Im Jahr 1991 kaufte Air France mit UTA einen weiteren privaten Konkurrenten. Die Brüsseler Kommission forderte Air France auf, ihre Beteiligung an TAT zu verkaufen.
Anfang der neunziger Jahre begann TAT eine Kooperation mit British Airways; diese übernahm 1992 49,9 % der Anteile der Gesellschaft und 1996 die restlichen 50,1 % und damit die Gesellschaft vollständig und fusionierte sie am 26. Oktober 1997 mit Air Liberté. Air Lib wurde durch die Fusion von AOM und Liberté gegründet und war zuvor als AOM-Liberté bekannt. Im Mai 2000 verkaufte British Airways Air Liberté an ein Konsortium zwischen Taitbout Antibes und Swissair. Trotz der staatlichen Hilfe machte die Fluggesellschaft weiterhin Schulden in Höhe von 120 Millionen Euro und musste im August 2002 Konkurs anmelden. Ein Umstrukturierungsplan wurde nicht akzeptiert und TAT und die Fluggesellschaft wurde im Februar 2003 liquidiert.

## Ehemalige Flugzeugtypen

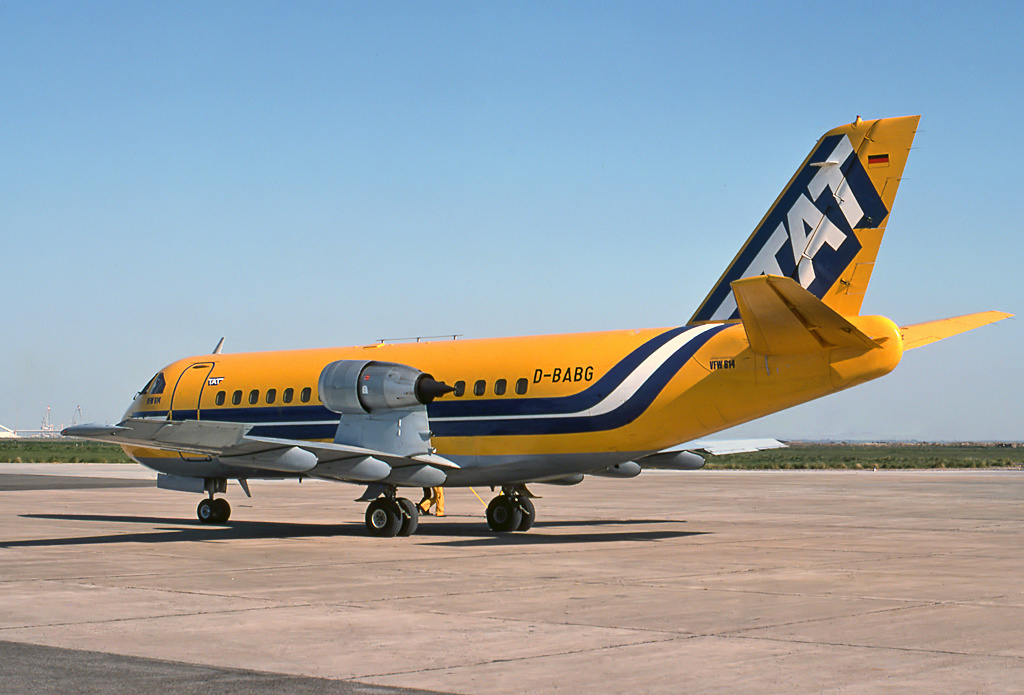
Fokker VFW-614

TAT betrieb auch folgende Typen:
- ATR 42-300
- ATR 72-202
- ATR 72-202F
- Beech 99
- Fairchild-Hiller FH227B
- Fokker F-27 Friendship
- Fokker F28 Fellowship
- Nord 262[12]
- VFW-Fokker 614

## Zwischenfälle
- Am 2. Juli 1975 kam es an einer Beech 99 der Touraine Air Transport (Luftfahrzeugkennzeichen F-BTQE) beim Start vom Flughafen Nantes zu einem Ausfall und Brand des Triebwerks Nr. 2 (rechts). Beim Versuch der Rückkehr stürzte die Maschine auf eine Eisenbahnlinie. Alle 8 Insassen, darunter die beiden Piloten und sechs Passagiere, kamen bei diesem Unfall ums Leben (siehe auch Flugunfall der Touraine Air Transport in Nantes).[13]

- Am 5. Juli 1979 wurde eine Fairchild F-27A der Touraine Air Transport (TAT) (F-GBRS) auf dem Flughafen Paris-Orly irreparabel beschädigt. Alle 18 Insassen überlebten den Totalschaden.[14]

- Am 4. September 1983 wurde eine Beechcraft 99 der Touraine Air Transport (F-BUYG) bei einem Landeunfall auf dem Flughafen Tours-St Symphorien (Département Indre-et-Loire) irreparabel beschädigt. Alle Insassen der auf einem Inlandsflug befindlichen Maschine überlebten.[15]

- Am 25. Februar 1988 wurde eine Beechcraft 99 der Transport Aérien Transrégional (F-BTMJ) auf dem Flughafen Dinard-Pleurtuit (Département Ille-et-Vilaine) irreparabel beschädigt. Nähere Umstände sind nicht bekannt. Menschen kamen nicht zu Schaden.[16]

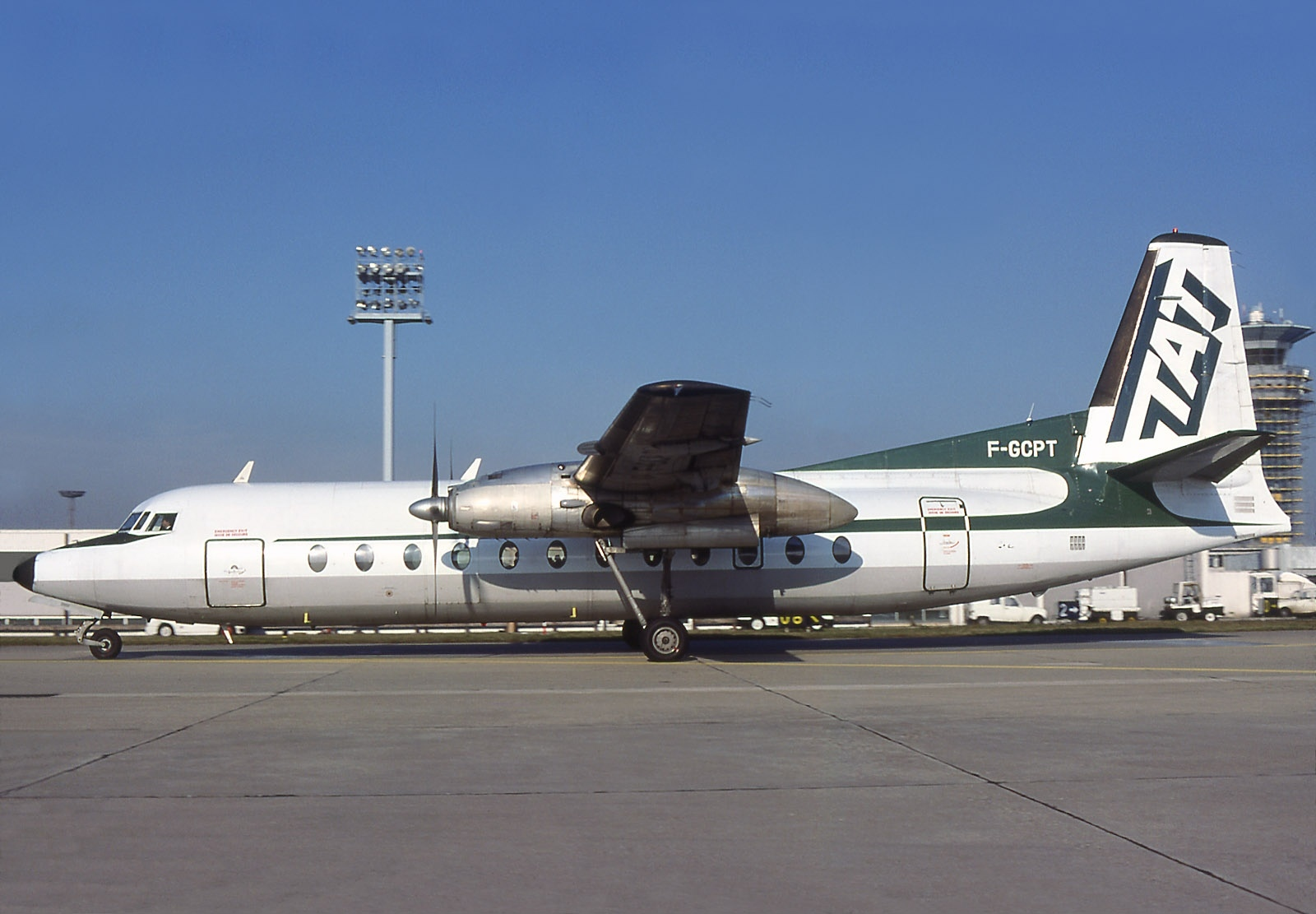
Fairchild Hiller FH-227B

- Am 4. März 1988 fiel in einer Fairchild-Hiller FH-227B der Transport Aérien Transrégional (F-GCPS) im Anflug auf den Flughafen Paris-Orly das gesamte elektrische System aus. Die Maschine befand sich ohne Außensicht in Wolken; der Autopilot schaltete sich aus und die Piloten hatten keinerlei Anzeige mehr über die Fluglage, da es in diesem Flugzeugtyp keinen vom Stromnetz unabhängigen künstlichen Horizont gab. Dies führte zu einem Kontrollverlust, durch den die Maschine sehr steil zu Boden stürzte und 1,6 Kilometer östlich von Machault (Seine-et-Marne) aufschlug.  Dabei kamen alle 23 Insassen ums Leben, zwei Piloten, ein Flugbegleiter und 20 Passagiere (siehe auch TAT-European-Airlines-Flug 230).[17]

- Am 23. März 1991 fing eine Fairchild-Hiller FH-227B der Transport Aérien Transrégional (F-GCPZ) auf dem Flughafen Dinard-Pleurtuit (Département Ille-et-Vilaine) Feuer und brannte aus. Menschen kamen nicht zu Schaden.[18]